# Archives centrales de la ville de Gaza
Les Archives centrales de la ville de Gaza (en arabe : أرشيف غزة المركزي) sont un centre d'archives et d'études à Gaza, en Palestine. Contenant 150 ans d'archives relatives à la vie et à la culture palestiniennes, le centre est détruit par l’armée d’occupation à la fin du mois de novembre 2023 pendant l'offensive terrestre israélienne dans la bande de Gaza.

## Généralités
Les archives centrales étaient conservées dans les bâtiments administratifs de la ville de Gaza,. Elles contenaient des documents sur la vie des Palestiniens depuis 150 ans, ainsi que des documents relatifs au développement urbain,. Le Centre d'information palestinien et Al Jazeera ont rapporté qu'elles étaient une cible israélienne potentielle depuis le 7 octobre 2023. De lourds bombardements de la part des Forces de défense isralélienne ont entraîné leur destruction, fin novembre 2023,. Le journal The New Arab (en) qualifie cette attaque d'effacement de la culture et de l'histoire de Gaza par Israël.
Un rapport préliminaire du Conseil international des monuments et des sites révèle que les archives avaient été complètement détruites. Des images ont été diffusées par l'université de Beir Zeit et la presse locale sur les médias sociaux. Khalil Sayegh établit une comparaison directe avec le vol, en 1982, de documents relatifs à l'Organisation de libération de la Palestine au Centre de recherche palestinien de Beyrouth.
En réponse à cette destruction délibérée, le Conseil international des archives publie une déclaration condamnant « tous les acteurs de la région » en s'appuyant sur la Déclaration universelle des archives. Une autre déclaration publique est faite par la Société d'histoire orale (en), indiquant qu'elle « ferait de son mieux pour soutenir l'enregistrement et le souvenir de cette histoire lorsque la reconstruction de Gaza pourra commencer ». D'autres déclarations sont partagées par l'Association des archivistes canadiens (en), entre autres. Les efforts d'enregistrement et d'archivage des archives numérisées restantes impliquent le dépôt en ligne Palestinian Nexus.